# Clifton Hampden
Clifton Hampden is een civil parish in het bestuurlijke gebied South Oxfordshire, in het Engelse graafschap Oxfordshire met 662 inwoners.